# 勤労千葉
もしかして
- 動労千葉

ではありませんか？